# Seonjong
König Seonjong (koreanisch 선종) (* 9. Oktober 1049 in Kaesŏng, Königreich Goryeo; † 17. Juni 1094 in Kaesŏng, Goryeo) war während seiner Regierungszeit von 1083 bis 1094 der 13. König des Goryeo-Reiches und der Goryeo-Dynastie (고려왕조) (918–1392).

## Leben
Seonjong war der zweitälteste Sohn von König Munjong (문종) und seiner Frau Königin Inye (인예), die dem Incheon Lee Clan entstammte. Zu seiner Geburt bekam Sunjong den Namen Wang Un (왕운) verliehen. König Seonjong war mit Königin Sasuk (사숙), die dem Incheon Lee Clan entstammte, verheiratet. Mit ihr hatte er einen Sohn, der ihm später als König Heonjong (고려) auf den Thron folgen sollte. Eine Tochter, die er mit einer Dame des Hofes hatte, wurde später Königin Gyeonghwa an der Seite von König Yejong (예종). Insgesamt hatte er vier Söhne und drei Töchter.
Während Seonjongs elf Jahre währenden Regierungszeit partizipierte das Reich von einer ausgewogenen Entwicklung zwischen Buddhismus und Konfuzianismus, was politisch stabile Verhältnisse versprach. Auch profitierte das Goryeo-Reich von den verbesserten Beziehungen und dem Handel mit dem Reich der Song-Dynastie (宋朝), wofür sich König Seonjong einsetzte. Im Osten ging er mit diplomatischen Innovativen auf Japan zu, um auch hier den Handel zu intensivieren.
Im Jahr 1087 wurde unter König Seonjong der unter dem Namen Tripitaka Koreana bekannt gewordene buddhistische Kanon, der 1011 von König Hyeonjong (현종) in Auftrag gegeben worden war, fertig gestellt. 1232 von den Mongolen, die Goryeo überfielen, durch Feuer zerstört, wurden die hölzernen Druckstöcke in den Jahren 1236 bis 1251 neu erstellt. In Korea sind die Bände unter dem Namen Palman Daejanggyeong (팔만대장경) (achttausend Tripiṭaka) bekannt.
König Seonjong war auch ein Förderer des Buddhismus im Reich und gründete im Jahr 1084 eine entsprechende Schule. 1089 ließ er eine 13-stöckige mit Gold verzierte Pagode errichten. Im Jahr 1087 beorderte er seinen jüngeren Bruder Uicheon (의천), der buddhistischer Mönch geworden war, von China zurück in sein Heimatland und sorgte mit dafür, dass er eine wichtige Rolle im Klerus der buddhistischen Religion im Lande bekam. Uicheon kam mit über 3000 Bänden buddhistischer Literatur zurück, die er auf seinen Reisen gesammelt hatte.
Vermutlich ist König Seonjong an Fieber gestorben. Seine Grabstätte ist nicht bekannt.